# 高島知美
高島 知美（たかしま ともみ、1988年5月2日 - ）は、日本の女子野球選手。栃木県佐野市出身。野球日本女子代表に3年連続で選出。ポジションは捕手。平成国際大学女子野球部の元主将。

## 概要
3歳の頃から野球を始める。小中学校時代は地元のクラブチームで活躍した。しかし男子との体力差を何度も感じたことなどもあって高校進学後は野球を続けることを諦めかけていたが、そんな彼女を見抜いた花咲徳栄高等学校女子野球部監督の濱本光治は「一度、花咲徳栄の試合を見に来なさい」と書いたはがきを送り、それに誘われて試合を観に行き、そこで目にした「楽しむ野球」に魅了されたことがきっかけで、花咲徳栄に入学して女子野球部に入部、3年生時に全国高校女子野球大会に出場、初優勝に大きく貢献する。2008年のIBAF女子ワールドカップでは日本代表として出場し打率.733、10得点で首位打者、得点王に輝きに世界一に大きく貢献した。2017年末でクラブチーム「ハマンジ」を最後に現役を引退。

## プレースタイル
右投げ右打ち。特徴はバッティングの強さ。特にミート力がすばらしく、男子選手のバットと同じ重さを使う。

## テレビ出演
- ジャンクSPORTS（2008年10月1日、フジ）
- こんにちはいっと6けん（2008年11月6日、NHK首都圏）
- バース・デイ（2009年9月15日、TBS）

## 外部サイト
- 「野球が好き！」女子硬式野球　世界の首位打者・高島知美選手